# Liste von Seebrücken im Vereinigten Königreich
Die Liste von Seebrücken verzeichnet Seebrücken (englisch: Piers) im Vereinigten Königreich. Piers wurden insbesondere an der Seeküste und auch an der Themse errichtet.

## Liste von Seebrücken im Vereinigten Königreich

### England
| Bild | Name                        | Fertigstellung | Lage                                      | Gesamtlänge                                                             | Anmerkungen |
| ---- | --------------------------- | -------------- | ----------------------------------------- | ----------------------------------------------------------------------- | --- |
|      | Central Pier                | 1868           | Blackpool                                 | 339 m (1112 Fuß)                                                        | Der Central Pier liegt ca. 550 m südlich des Blackpool Towers zwischen dem North Pier und dem South Pier. Erbaut wurde er von 1867 bis 1868 und am 30. Mai 1868 eröffnet. |
|      | South Pier                  | 1893           | Blackpool                                 | 149 m (488 Fuß)                                                         | Die Seebrücke wurde von 1892 bis 1893 an der South Promenade errichtet und beherbergt zahlreiche Fahrgeschäfte und Attraktionen. Der Pier ist von März bis November geöffnet. |
|      | North Pier                  | 1863           | Blackpool                                 | 500 m (1640 Fuß)                                                        | Der North Pier ist mit 500 Metern der längste und zugleich auch der älteste der drei Seebrücken in Blackpool. Er wurde in den frühen 1860er Jahren erbaut und besitzt mehrere Fahrgeschäfte, Bars ein Theater und ein Karussell. An einer Seite verfügt die Brücke über einen Anlegesteg für Schiffe. |
|      | Bognor Regis Pier           | 1865           | Bognor Regis                              |                                                                         | Der Pier im englischen Badeort Bognor Regis wurde von der Bognor Promenade Company erbaut und am 4. Mai 1865 eröffnet. In den nachfolgenden Jahren wurde die Brücke mehrfach erweitert. Als erste Erweiterungsmaßnahme errichtete der Gemeinderat der Stadt 1876 einen kleinen Musikpavillon; 1900 folgte ein weiterer Pavillon sowie ein Theater mit 1400 Plätzen, ein Kino, ein Dachgartenrestaurant und 12 Geschäfte. 1936 verlängerte man den Pier um eine Landebahn. Zwischen 1964 und 1965 sowie 1999 wurde er durch mehrere schwere Stürme beschädigt. Der Pier wurde aufgrund der Beschädigungen 1994 und 1999 verkürzt.                                |
|      | Bournemouth Pier            | 1856           | Bournemouth                               | 304 m (997 Fuß)                                                         | Der erste Pier von Bournemouth wurde 1856 errichtet. 1861 wurde er durch eine längere Holzkonstruktion ersetzt und schließlich fünf Jahre später abgebrochen, um einer Brückenkonstruktion aus Gusseisen von George Rennie zu weichen. Der heutige Pier aus Beton befindet sich an derselben Stelle. |
|      | Boscombe Pier               | 1888           | Bournemouth                               | 40 m (131 Fuß), ursprünglich 200 m (656 Fuß) lang                       | Der alte Boscombe Pier wurde 1888 als Besucherattraktion errichtet und verfügte über zwei Anlegestellen für Dampfschiffe. 1926 wurde ein Gebäude auf der Landseite des Piers erbaut. Im Zweiten Weltkrieg zerstörten britische Truppen die Seebrücke, um eine Invasion durch feindliche Angreifer zu vermeiden. Nach Wiederherstellungsarbeiten wurde er 1962 wieder geöffnet. 1989 und 2005 wurde der Boscombe Pier erneut geschlossen und erst 2008 nach umfangreichen Umbaumaßnahmen wiedereröffnet. |
|      | Brighton Palace Pier        | 1899           | Brighton                                  | 525 m (1722 Fuß)                                                        | Der Brighton Pier wurde in den 1890er Jahren als „Ersatzbau“ des Royal Suspension Chain Piers errichtet, der 1896 bei einem Sturm zerstört wurde. In den 1910er Jahren war der Pier ein beliebtes Ausflugsziel. Im Ersten und Zweiten Weltkrieg wurde die Seebrücke geschlossen und nach 1945 wiedereröffnet. Das berühmte Theater, das 1973 beschädigt worden war, riss man 1986 nach einem Buy-out ab. Nach 1986 eröffneten zahlreiche Fahrgeschäfte, darunter eine Achterbahn. Der Pier gehört heute zur Brighton Pier Group PLC und steht unter Denkmalschutz. Mit vier Millionen Besuchern jährlich zählt er zu den beliebtesten Attraktionen in Brighton. |
|      | Brighton West Pier          | 1866           | Brighton                                  | 340 m (1115 Fuß)                                                        | Der West Pier in Brighton wurde von Eugenius Birch entworfen und 1866 eröffnet. Er war nach dem Chain Pier die zweite Seebrücke, die in Brighton erbaut worden war. Im Jahr 1893 erweiterte man den Pier; 1916 wurde der Konzertsaal eingeweiht. Nach dem Zweiten Weltkrieg verlor der Pier zunehmend an Popularität. 1965 kaufte ein ortsansässiges Unternehmen das Bauwerk, meldete jedoch bald Insolvenz an. Rund zehn Jahre später wurde der Pier geschlossen und verfiel. 2003 zerstörte ein Brand ein Großteil der Brücke; 2010 wurden weitere Teile abgebrochen, um den Aussichtsturm i360 zu errichten.                                                 |
|      | Royal Suspension Chain Pier | 1823           | Brighton                                  | 309 m (1040 Fuß)                                                        | Die Seebrücke, die man im Volksmund auch „Chain Pier“ nannte, wurde von Samuel Brown entworfen und von 1822 bis 1823 erbaut. In den ersten Jahren nach seiner Errichtung diente der Pier als Anlegestelle für Paketboote. Ab den 1830er Jahren war die Seebrücke ein beliebtes Ausflugsziel. Als einer der ersten Seebrücken besaß der Pier eine Camera obscura. Mitte der 1860er Jahre verfiel das Bauwerk allmählich, und Anfang der 1890er Jahre sollte es schließlich abgerissen werden. Im Dezember 1896 zerstörte ein schwerer Sturm einen Großteil der Brückenkonstruktion.                                                                              |
|      | Burnham-on-Sea Pier         | 1914           | Burnham-on-Sea                            | 37 m (117 Fuß)                                                          | Der Pier, der von 1911 bis 1914 erbaut wurde, ist mit rund 37 m die kürzeste Seebrücke im Vereinigten Königreich. Im Gegensatz zu anderen Seebrücken, die in dieser Zeit entstanden, wurde der Pier auf Betonpfählen errichtet. |
|      | Clacton Pier                | 1871           | Clacton-on-Sea                            | 360 m (1180 Fuß)                                                        | Der ursprüngliche Pier wurde auf hölzernen Pfählen errichtet und wies eine Länge von 150 m auf. Nach der Eröffnung diente die Seebrücke hauptsächlich als Anlegestelle für Passagier- und Frachtschiffe. 1893 entwickelte sich Clacton-on-Sea zu einem beliebten Ausflugsort, sodass der Pier um 210 m verlängert werden musste. |
|      | Clevedon Pier               | 1869           | Clevedon                                  | 310 m (1020 Fuß)                                                        | In den 1870er Jahren bezeichnete Sir John Betjeman das Bauwerk aus Stahl als „die schönste Seebrücke von England“. Er steht seit 2001 unter Denkmalschutz. |
|      | Cromer Pier                 | 1901           | Cromer                                    | 151 m (495 Fuß)                                                         | Der denkmalgeschützte Pier liegt in der Norfolk 40 km nördlich der Stadt Norwich. Die Seebrücke ist Hauptstation der Cromer Lifeboat Station. Als einer der wenigen Piers beherbergt der Cromer Pier ein Theater, das bis heute in Betrieb ist. |
|      | Deal Pier                   | 1957           | Deal                                      | 311 m (1026 Fuß)                                                        | Der erste Pier von Deal wurde 1838 erbaut. Nachdem dieser in einem Sturm im Jahr 1864 schwer beschädigt worden war, errichtete man an derselben Stelle eine Seebrücke mit eiserner Konstruktion. Im Zweiten Weltkrieg beschädigte ein niederländisches Schiff die zweite Brücke. Der heutige Pier aus Beton stammt aus dem Jahr 1957. |
|      | Eastbourne Pier             | 1870           | Eastbourne                                | 300 m (1000 Fuß)                                                        | Der Pier wurde vom britischen Ingenieur Eugenius Birch entworfen und von 1866 bis 1872 errichtet. Eröffnet wurde er bereits 1870 von Lord Edward Cavendish. Das Bauwerk besitzt ein Theater, eine Bar, mehrere Büroräume sowie eine Camera obscura. |
|      | Prince of Wales Pier        | 1905           | Falmouth                                  | 155 m (510 Fuß)                                                         | Die Seebrücke aus Stahlbeton wurde von der E.H. Page in Auftrag gegeben und von W. H. Tressider entworfen. Sie ist nach Georg V. benannt. |
|      | Felixstowe Pier             | 1905           | Felixstowe                                | 140 m (450 Feet)                                                        | Der Felixstowe Pier in der ostenglischen Küstenstadt Felixstowe wurde 1905 eröffnet. Bis zum Zweiten Weltkrieg zählte er mit einer Gesamtlänge von 800 m zu den längsten Seebrücken des Landes. Während des Krieges trennten britische Truppen den Brückensteg in zwei Teile. Nach 1945 wurde der verfallene Teil des Steges ersatzlos abgebrochen. |
|      | Britannia Pier              | 1858, 1901     | Great Yarmouth                            | 1858: 210 m (700 Fuß), 1901: 246 m (810 Fuß)                            | Der Pier steht unter Denkmalschutz (Grade II.) und beherbergt ein gleichnamiges Theater. |
|      | Wellington Pier             | 1853           | Great Yarmouth                            | 210 m (700 Fuß)                                                         | Die Seebrücke ist eine reine Holzkonstruktion und wurde am 31. Oktober 1853 eröffnet. 2008 baute man das Theater in eine Kegelbahn mit zehn Bahnen und mehreren Kneipen und Bars um. |
|      | Hastings Pier               | 1872           | Hastings                                  | 280 m (910 Fuß)                                                         | Der Hastings Pier war in den 1930er Jahren ein beliebter Treffpunkt und ab 1960er Jahren ein bekannter Ort für Musiker. 1990 erlitt das Bauwerk schwere Schäden durch einen Sturm und musste geschlossen werden. Rund zwanzig Jahre später zerstörte ein Brand einen Großteil der Seebrücke. Der heutige Pier entstand 2016. |
|      | Herne Bay Pier              | 1899           | Herne Bay                                 | 1154 m (3787 Fuß) (bis 1978)                                            | Der Herne Bay Pier war das dritte Brückenbauwerk und die Anlegestelle für Passagierdampfer in Herne Bay. Ursprünglich 1187 m lang, wurde er 1978 bei einem Sturm schwer zerstört. 1980 riss man den beschädigten Bereich ab, wobei sich die Länge verringerte. Die Schmalspurbahngleise, die 1950 eine Straßenbahnlinie ersetzte, wurde eingestellt. |
|      | Hythe Pier                  | 1870           | Hythe                                     | 640 m (2099 Fuß)                                                        | |
|      | Claremont Pier              | 1903           | Lowestoft                                 | 218 m (715 Feet)                                                        | |
|      | St. Anne’s Pier             | 1885           | Lytham St Annes                           | 180 m (600 Feet)                                                        | |
|      | Paignton Pier               | 1879           | Paignton                                  | 240 m (780 Feet)                                                        | |
|      | Clarence Pier               | 1861           | Portsmouth                                |                                                                         | |
|      | South Parade Pier           | 1879           | Portsmouth                                |                                                                         | |
|      | Ryde Pier                   | 1814           | Ryde                                      | 681 m (745 Feet)                                                        | |
|      | Saltburn Pier               | 1869           | Saltburn-by-the-Sea, Redcar and Cleveland | 208 m (681 Feet)                                                        | |
|      | Sandown Pier                | 1879, 1895     | Sandown                                   | 1879: 110 m (360 Feet), 1895: 297 m (875 Feet)                          | |
|      | Skegness Pier               | 1881           | Skegness                                  | 1881–1978: 562 m (1844 Feet), seit 1978: 118 m (387 Feet)               | |
|      | Southend Pier               | 1830, 1889     | Southend-on-Sea                           | 2158 m (7080 Feet)                                                      | |
|      | Southport Pier              | 1860           | Southport                                 | 900 m (3600 Feet)                                                       | |
|      | Southwold Pier              | 1900           | Southwold                                 | 190 m (620 Feet)                                                        | |
|      | Swanage Pier                | 1860, 1895     | Swanage                                   |                                                                         | |
|      | Grand Pier (Teignmouth)     | 1867           | Teignmouth                                | 212 m (696 Feet)                                                        | |
|      | Princes Pier                | 1915           | Torbay                                    | 580 m (Feet)                                                            | |
|      | Totland Pier                | 1880           | Totland                                   | 137 m (450 Feet)                                                        | |
|      | Walton Pier                 | 1830, 1880     | Walton-on-the-Naze                        | 1830: 91 m (300 Feet), später 240 m (800 Feet), 1895: 790 m (2600 Feet) | |
|      | Grand Pier                  | 1904           | Weston-super-Mare                         | 366 m (1201 Feet)                                                       | |
|      | Birnbeck Pier               | 1867           | Weston-super-Mare                         | 351 m (1150 Feet)                                                       | |
|      | Worthing Pier               | 1862           | Worthing                                  | 290 m (960 Feet)                                                        | |

### Schottland
| Bild | Name            | Fertigstellung | Lage       | Gesamtlänge | Anmerkungen |
| ---- | --------------- | -------------- | ---------- | ----------- | ----------- |
|      | Kilcreggan Pier |                | Kilcreggan |             |             |

### Wales
| Bild | Name                     | Fertigstellung | Lage        | Gesamtlänge                                    | Anmerkungen |
| ---- | ------------------------ | -------------- | ----------- | ---------------------------------------------- | ----------- |
|      | Royal Pier (Aberystwyth) | 1865           | Aberystwyth | 242 m (794 Feet)                               |             |
|      | Garth Pier               | 1896           | Bangor      | 470 m (1550 Feet)                              |             |
|      | Beaumaris Pier           | 1846           | Beaumaris   | 170 m (570 Feet)                               |             |
|      | Landerneau Pier          |                | Caernarfon  |                                                |             |
|      | Victoria Pier            | 1900           | Colwyn Bay  | 227 m (750 Feet)                               |             |
|      | Llandudno Pier           | 1877           | Llandudno   | 700 m (2295 Feet)                              |             |
|      | Mumbles Pier             | 1898           | Mumbles     | 255 m (835 Feet)                               |             |
|      | Penarth Pier             | 1895           | Penarth     | 1898: 200 m (658 Feet), 1998: 198 m (650 Feet) |             |
|      | Rhyl Pier                |                | Rhyl        |                                                |             |
|      | Trefor Pier              |                | Trefor      |                                                |             |

### Isle of Man
Die Isle of Man gehört direkt der Krone.
| Bild | Name         | Fertigstellung | Lage   | Gesamtlänge       | Anmerkungen |
| ---- | ------------ | -------------- | ------ | ----------------- | ----------- |
|      | Queen’s Pier | 1886           | Ramsey | 658 m (2160 Feet) |             |